# 一條力真
一條 力真（いちじょう りきま、2003年2月10日 - ）は、茨城県石岡市出身のプロ野球選手。右投右打。千葉ロッテマリーンズ所属。

## 経歴

### プロ入り前
幼稚園年長時に兄の影響で石岡オリオンズで野球を始め、内野手・外野手としてプレーした。この時について一條はのちに「厳しくて何度もやめたいと思ったことがある」と話した。厳しい監督に対し、泣きながら投げ続けたこともあるという。小学4年時に投手に転向した。石岡中学校時代は軟式野球部でプレーした。中学3年時に県選抜に選ばれ、Kボールの全国大会に出場した。高校は常総学院高校で、高校入学時の球速は130 km/h前後であった。高校入学後は、同学年で硬式の取手リトルシニア出身の菊地竜雅が先に台頭し、軟式野球部出身の一條は軟式と硬式の違いを感じた。2年春からベンチ入りし、2年春から夏の茨城県大会に登板した。同年秋には菊地と並ぶ常総学院の二枚看板となった。秋大会では、菊池を抑え背番号1を背負い、県大会で優勝するも、関東大会1回戦で健大高崎高を相手に登板し、2回に連続長打を打たれ先制点を奪われるなど、2回までに5安打を打たれる。8回まで4-2で2点リードしていたものの、9回を前に右ふくらはぎがつりそうになり治療を行い、軽症だったためマウンドに向かい、先頭打者を抑えるも、次打者を内野安打で出塁させ、その次の打者に同点を許す2点本塁打を打たれ、その後に決勝点となるスクイズを決められ逆転負けを喫する。翌3年春の大会は中止となり、夏の甲子園交流試合への出場も叶わず。夏の茨城独自大会2回戦、取手二高戦では7回1/3を1安打9奪三振無四球無失点に抑え、当たり損ねの内野安打を許した4回以外は三者凡退に封じた。4回には2人目の打者への2球目が当時の自己最速148 km/hを記録した。この投球は、常総学院監督の佐々木力も「今までで1番いいストレートだった」と評価した。3回戦多賀高校戦では、9回に4番手で登板し、1回1安打無失点の好投を見せるもチームは敗戦し、高校最後の夏を終えた。高校時には「中学の軟式野球部から高校に入って、まだまだ勉強が足りないと感じています。一人でやっていける力を持てたらいいなと思って、大学に行くことに決めました」と、大学進学を希望し、プロ志望届を提出しなかった。2021年1月14日、東洋大学のスポーツ推薦入試に合格したことが公表された。
その後、東洋大学総合情報学部に入学した。1年秋から2部リーグ戦で登板した。2年春開幕戦に登板し、自己最速151 km/hを記録し無失点だった。2年秋には2部で救援初勝利を収める。リーグ戦優勝を果たし、中央大学との入れ替え戦に臨んだ。第1戦はのちに北海道日本ハムファイターズにドラフト1位指名される細野晴希の後を受けて登板し、勝利に貢献した。第2戦ではビハインドの場面で5番手で登板するも、1回2/3を4四死球と制球を乱した。第3戦は、登板の機会が回ってこないままチームがサヨナラ負けを喫し、悔しさを味わった。3年秋には1部リーグ戦で6試合に登板した。チームは混戦の末最下位となり、入れ替え戦の駒澤大学戦 1回戦では9回二死満塁の場面で救援登板し、抑える。4回戦では9回から登板し、延長10回タイブレークに2者連続三振を奪うも、二死一・二塁から失策が重なってサヨナラ負けを喫した。2024年1月8日には新年最初の練習を行い、「悔しい気持ちを忘れずに、1部昇格を目指したい。『先発を』と言われたらやります」「先発でも、抑えでも。言われたところでしっかり投げたい」 「長いイニングを投げるために、カーブと横に曲がるボールを覚えたい」 と、1部昇格への決意と、今後への課題を口にした。4年時の大学最後の秋季リーグ戦は、個人の目標として「無失点」を掲げ、意気込みは「1部昇格」と語った。その初戦、拓殖大学戦の6点リードの8回に6番手で同リーグ戦初登板し、2回を投げて1安打を許しながらも無失点を記録した。9月12日にプロ志望届を提出した。10月6日の駒澤大学戦では9回表1点差の一死二・三塁のピンチの場面で登板し、死球を与えて満塁にするも、後続を捕邪飛と空振り三振に抑えた。10月16日の国士舘大学戦では9回に登板し、1安打無失点。
2024年10月24日に行われたプロ野球ドラフト会議で、千葉ロッテマリーンズからドラフト3位で指名された。担当スカウトは福澤洋一だった。会議は東京都文京区の東洋大学白山キャンパスで監督、部員らと見守った。指名時には驚きのあまり数秒放心状態となり、Xで公開された映像がSNS上で話題となっていた。同年秋のリーグ戦は、10月29日の駒澤大学戦で延長11回タイブレークの末勝利し、前年春以来の2部優勝を決めた。一條は10回から3番手でドラフト会議後初の登板。2回3奪三振で無安打無失点のサヨナラ勝利を呼び込む好投を披露した。11月には、東京農業大学との入れ替え戦に臨んだ。2戦目では8回から登板し、2回1安打無失点。2連勝で大学ラストゲームを3季ぶりの1部リーグ戦昇格で飾った。東都大学リーグ1部通算6試合の登板で、1勝1敗防御率1.04を記録した。1部2部合計では、通算21試合の登板（そのうち先発2試合）、31投球回で2勝1敗21奪三振、防御率1.74の成績を残した。11月25日、契約金6000万円、年俸1000万円で入団に合意した（金額は推定）。背番号は41。

## 選手としての特徴・人物
最高球速は156 km/h。変化球はスライダー、カーブ、フォーク、ツーシームを持っている。しなやかなフォームから投げる力強くキレのある常時150 km/h台の速球とストレートと同じ腕の振りから繰り出され、同じ軌道のフォークが持ち味である。フォークは千賀滉大を参考にしている。中学2年の頃に手と指の長さから遊びで投げたことが始まりだという。「もっとスピードのあるフォークを投げたい」と、高校入学後握りを研究し、人差し指だけボールの縫い目にかけて投げるようにした。「フォークはカットボール気味に入っちゃうとあんまり落ちないんですが、左打者のツーシーム系を意識すると、いい落ち方をします」と一條自身が語った。千葉ロッテマリーンズアマチュアスカウトディレクターの榎康弘には指名挨拶で「角度のある強いストレートと、フォークも落差がありカウントも取れるので、後ろを任せられる即戦力」「マリン特有の風も上手く使えると思う」と評価された。千葉ロッテマリーンズからは、中継ぎの柱になると期待されている。
高校時代からプロに注目されていたが、あまりプロを意識していなかった。コロナ禍によって夏の甲子園が中止となるなど真剣勝負の場が減り、自分のボールが本当に通用するのかがわからなくなることもあったという。一條はのちに、「夏にもっと投げられていたら（プロ志望するかも）分からなかったですけど、それ以前から自信はあまりなかったです。プロへの思いも、そこまでなかった」と語った。4年秋のインタビューでは大学4年間で掴んだ自信から「今はもちろん（プロを）目指しています」と話した。
高校時代には、「島田（直也）コーチに体重移動を教えてもらい、力のある真っすぐを投げられるようになった」と成長した。
大学4年間で成長したこととして、メンタル面を挙げた。2年秋の入れ替え戦以降、投球フォームの修正点を把握し、余計なことを考えず投げることを意識した。チーム事情から試合の終盤を任されることが多かったことも、メンタル面の成長を後押ししたという。のちに一條は「同点やタイブレークの場面で投げると、自然と成長できるんだと思います。特にタイブレークは『点を取られても自分のせいじゃない』ぐらいの割り切りで投げています」と語った。
指名後からSNSでは「イケメン」と話題になっていた。一條自身は「いや、うれしいですけど、野球なんで、やることは」「誰かに似ているとかも言われたことはない」と話すが、東洋大学のチームメイトは「もちろん野球部で一番イケメンです!」と話す。榎康弘も「でもね、そこも大事ですよね。顔だけではなくて実力があってですけど。人気は出ると思いますよ」と話した。189cmの高身長であることからも、早くも女性からの人気を獲得している。
石岡オリオンズ時代には、弱音を吐かない一條を両親は温かく見守った。練習に行きたくない一條の気持ちを察し、「お昼はおいしいお弁当を持って行くからね」と、母は笑顔で送り出したという。両親の支えもあり、常総学院高校時代には「投げることが好き。伸びていく球を見ると気持ちがいい」と話すまでになった。常総学院時代には、「小さいころ、支えてくれた両親がいたから今の自分がいる」と話し、両親に対する感謝の気持ちを手紙につづった。

## 詳細情報

### 記録

#### 初記録
投手記録
- 初登板：2025年7月15日、対福岡ソフトバンクホークス12回戦（みずほPayPayドーム福岡）、5回裏に2番手で救援登板、1回1失点[53]
- 初奪三振：同上、5回裏に中村晃から空振り三振[53]

### 背番号
- 41（2025年[47] - ）